# Маджиди, Мохаммад Таги
Мохаммад Таги Маджиди (перс. محمدتقی مجیدی‎) был иранским генералом и военачальником.

## История
Маджиди родился в Раште 1911 года и приехал в Тегеран после получения в этом городе среднего образования и поступления в офицерское училище. Окончил это училище в 1932 г.
Маджиди выбрал свою военную деятельность в сухопутных войсках и пехоте и в 1946 году дослужился до звания полковника и стал командиром пехотной бригады офицерского училища. После этого, в 1950 году, он был назначен командующим бригадой «Захедан» в 1950 году, а после иранского государственного переворота 1953 года в звании бригадного генерала. Через некоторое время он был переведен в Тегеран и стал командиром Центральной пехотной дивизии.
Позже Маджиди был назначен главой военных судов против сети офицеров партии Туде и вынес смертный приговор этим офицерам в течение трех сроков военного суда первой инстанции. После покушения на Хоссейна Ала со стороны членов «Фадаиян-и-Ислам» и ареста членов этой группы генерал Маджиди председательствовал в соответствующем суде и вынес смертный приговор Навабу Сефевиду.
В 1957 году он получил звание генерал-майора и командующего Персидским корпусом национальной гвардии, а затем после получения звания генерал-лейтенанта (Сепахбод) был избран командующим Центральным корпусом, а генерал Маджиди вышел в отставку в 1966 году.

## После революции
Генерал Маджиди был арестован и казнен после революции 1979 года из-за наваба Сефевида военного суда и вынесения ему смертного приговора. и Маджиди были застрелены вечером 11 апреля 1979 г.